# Хоптон Холл
Хоптон Холл (англ. Hopton Hall) — имение XVIII века в Хоптоне, недалеко от Уэрксворта в графстве Дербишир. Это памятник архитектуры II степени.
Поместье Хоптон, в древности являвшееся резиденцией семьи де Хоптон, было приобретено семьей Гелл в 1553 году Ральфом Геллом (1491—1564), который также приобрёл земли в аббатстве Дарли и Рочестере.
Джон Гелл стал баронетом в 1642 году. Баронетство вымерло в 1719 году, и поместье перешло к Джону Эйру в 1732 году через его мать Кэтрин Гелл, дочь 2-го баронета Джона Гелла, после чего Эйр добавил фамилию Гелл.
Дом берет свое начало в XVI веке, когда он был построен Томасом Геллом как двухэтажная усадьба с тремя пролётами. Дом был расширен и реконструирован Филипом Эйром Геллом в конце XVIII века. Фасад северного входа состоит из трёх этажей и семи пролетов, окруженных крыльями башни с пирамидальными крышами.
Известные члены семьи Гелл включают религиозную покровительницу Кэтрин Гелл, младшего брата Филиппа Гелла, адмирала Джона Гелла и сына Филиппа сэра Уильяма Гелла, археолога.
Дочь и наследник Филипа Гелла вышла замуж за члена парламента Уильяма Поула Торнхилла, после смерти которого в 1886 году поместье перешло к его родственнику Генри Поулу, позже известному как Генри Чандос-Поул-Гелл (главный шериф Дербишира).
Поместье площадью около 3700 акров (15 км².) в XX веке было разделено, большая часть была продана водному управлению для создания водохранилища Карсингтон. Сам дом был выставлен на торги в 1989 году, перейдя из семьи.
Нынешним владельцем является сэр Билл Томас и его семья, бывший старший вице-президент Hewlett-Packard Europe, которого Эд Милибэнд призвал возглавить «целевую группу лейбористов по малому бизнесу». Томас и его жена Джули открыли для публики сады и озеро в феврале и начале марта для прогулки по лесу, где в это время цветут подснежники, а летом публике доступен розовый сад. В оба периода открыт доступ к 30 акрам (12 га) земли и 2 километрам дорожек.
Коллекция документов семьи Гелл из Хоптон-холла хранится в Дербиширском архиве.